# Walter Mössinger
Walter Mössinger (* 1. März 1949 in Emmendingen; † 3. März 2024 in Teningen) war ein deutscher Kunstturner.

## Leben
Walter Mössinger begann beim TuS Teningen mit dem Sport. Ab 1972 startete er für den TB Emmendingen. Er gewann bei Deutschen Meisterschaften 1969 und 1971 den Titel im Mehrkampf. In den Jahren 1969 und 1972 siegte er im Ringeturnen, 1972 und 1973 im Bodenturnen und 1976 gewann er am Seitpferd.
Mössinger nahm 1970 an den Weltmeisterschaften in Ljubljana teil. 1971 bei den Europameisterschaften in Madrid erreichte er den sechsten Platz im Mehrkampf und den vierten Platz am Boden.
Bei den Olympischen Spielen 1972 in München belegte er mit der deutschen Riege den fünften Platz in der Mannschaftswertung. Im Einzelmehrkampf erreichte er den 24. Platz und war damit zweitbester Turner der deutschen Mannschaft hinter Eberhard Gienger und lag einen Platz vor Günter Spies. An den Geräten war er als 16. am Boden und an den Ringen bester Turner aus der Bundesrepublik.
Mössinger betrieb später einen Autohandel in Emmendingen, den sein Vater gegründet hatte, und den später sein Sohn übernahm. Von 1999 gehörte ihm bis 2006 der Autobahnrasthof Mahlberg-West.
Walter Mössinger starb am 3. März 2024 in Teningen.